# Toxorhynchites
Toxorhynchites är ett släkte av tvåvingar. Toxorhynchites ingår i familjen stickmyggor.

## Bildgalleri

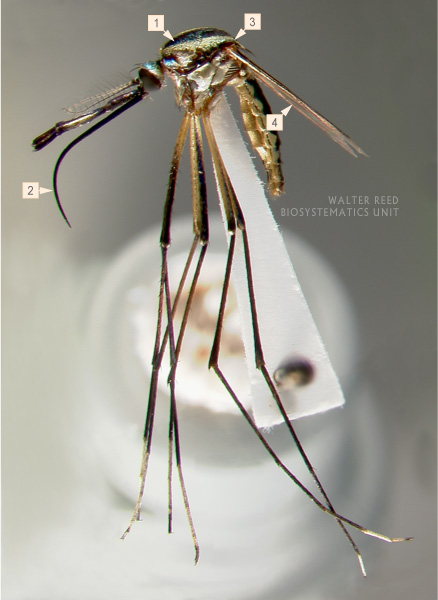
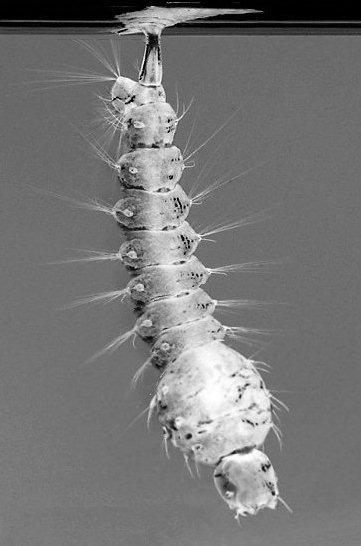

## Dottertaxa tillToxorhynchites, i alfabetisk ordning[1]
- Toxorhynchites abyssinicus
- Toxorhynchites acaudatus
- Toxorhynchites aeneus
- Toxorhynchites aequatorianus
- Toxorhynchites albipes
- Toxorhynchites albitarsis
- Toxorhynchites amboinensis
- Toxorhynchites angolensis
- Toxorhynchites angustiplatus
- Toxorhynchites ater
- Toxorhynchites auranticauda
- Toxorhynchites aurifluus
- Toxorhynchites auripes
- Toxorhynchites bambusicola
- Toxorhynchites barbipes
- Toxorhynchites bengalensis
- Toxorhynchites bickleyi
- Toxorhynchites brevipalpis
- Toxorhynchites brunhesi
- Toxorhynchites camaronis
- Toxorhynchites capelai
- Toxorhynchites catharinensis
- Toxorhynchites cavalierii
- Toxorhynchites christophi
- Toxorhynchites coeruleus
- Toxorhynchites conradti
- Toxorhynchites dundo
- Toxorhynchites edwardsi
- Toxorhynchites erythrurus
- Toxorhynchites evansae
- Toxorhynchites fontenillei
- Toxorhynchites funestus
- Toxorhynchites gerbergi
- Toxorhynchites gigantulus
- Toxorhynchites grandiosus
- Toxorhynchites gravelyi
- Toxorhynchites grjebinei
- Toxorhynchites guadeloupensis
- Toxorhynchites haemorrhoidalis
- Toxorhynchites helenae
- Toxorhynchites hexacis
- Toxorhynchites indicus
- Toxorhynchites inornatus
- Toxorhynchites kaimosi
- Toxorhynchites kempi
- Toxorhynchites klossi
- Toxorhynchites leicesteri
- Toxorhynchites lemuriae
- Toxorhynchites lewisi
- Toxorhynchites lutescens
- Toxorhynchites macaensis
- Toxorhynchites madagascarensis
- Toxorhynchites magnificus
- Toxorhynchites manicatus
- Toxorhynchites manopi
- Toxorhynchites mariae
- Toxorhynchites metallicus
- Toxorhynchites minimus
- Toxorhynchites nairobiensis
- Toxorhynchites nepenthicola
- Toxorhynchites nepenthis
- Toxorhynchites nigeriensis
- Toxorhynchites nigripes
- Toxorhynchites okinawensis
- Toxorhynchites pauliani
- Toxorhynchites pendleburyi
- Toxorhynchites phytophagus
- Toxorhynchites portoricensis
- Toxorhynchites purpureus
- Toxorhynchites pusillus
- Toxorhynchites quasiferox
- Toxorhynchites rajah
- Toxorhynchites ramalingami
- Toxorhynchites raris
- Toxorhynchites richenbachi
- Toxorhynchites rickenbachi
- Toxorhynchites rizzoi
- Toxorhynchites rodhaini
- Toxorhynchites rutilus
- Toxorhynchites ruwenzori
- Toxorhynchites separatus
- Toxorhynchites septentrionalis
- Toxorhynchites solstitialis
- Toxorhynchites speciosus
- Toxorhynchites splendens
- Toxorhynchites sumatranus
- Toxorhynchites sunthorni
- Toxorhynchites superbus
- Toxorhynchites theobaldi
- Toxorhynchites towadensis
- Toxorhynchites trichopygus
- Toxorhynchites violaceus
- Toxorhynchites viridibasis
- Toxorhynchites wolfsi
- Toxorhynchites voltaicus
- Toxorhynchites yaeyamae
- Toxorhynchites yamadai
- Toxorhynchites zairensis